# Mele, Gornja Radgona
Mele este o localitate din comuna Gornja Radgona, Slovenia, cu o populație de 183 de locuitori.